# Српска левица
Српска левица (скраћено СЛ) је политичка странка у Србији. Основана је 23. јануара 2022. као наследница Комунистичке партије. За председника странке изабран је Радослав Милојичић Кена, некадашњи председник Извршног одбора, бивши народни посланик и члан Демократске странке.

## Историја
Основана је 22. јануара 2022. на конгресу Комунистичке партије, мењајући име у Српску левицу. Планирала је да учествује на парламентарним изборима 2022, али је на крају одустала. Према Милојичићевим речима, СЛ је опозиција власти Александра Вучића и Српске напредне странке (СНС), иако је Броз и даље био у посланичкој групи Социјалистичке партије Србије након формирања СЛ. На парламентарним изборима 2023. учествује на изборној листи Србија не сме да стане коју води СНС.

## Резултати на изборима

### Парламентарни избори
| Година | Вођа               | Гласови          | % од важећих     | Бр.              | Посланици | Промена | Коалиција | Статус           |
| ------ | ------------------ | ---------------- | ---------------- | ---------------- | --------- | ------- | --------- | ---------------- |
| 2022.  | Радослав Милојичић | није учествовала | није учествовала | није учествовала | 0 / 250   | 1       | —         | ванпарламентарна |
| 2023.  | Радослав Милојичић | 1.783.701        | 48,07%           | 1.               | 1 / 250   | 1       | СНСДС     | подршка власти   |